# 平山郁夫シルクロード美術館
平山郁夫シルクロード美術館（ひらやまいくおシルクロードびじゅつかん、英: Hirayama Ikuo Silk Road Museum）は山梨県北杜市にある美術館である。日本画家で日本美術院理事などを務めた平山郁夫が1993年に鎌倉市に設立したシルクロード研究所を母体とし、1999年に開館していた八ヶ岳シルクロードミュージアムを改称することで2004年4月に設立された。
平山郁夫は1968年以降シルクロードに関連する国々を訪れており、美術館にはシルクロードの旅をもとにして制作された平山郁夫の絵画が展示されている他、中国、中央アジア、南アジア、西アジア、東南アジア、地中海地域などシルクロードと関連のあった国々約37カ国の陶磁器、織物、イスラーム美術の彫刻、ガンダーラ美術の仏像、硬貨などのシルクロードコレクション約9000点が展示されている。
2010年には新館が設立され、規模が拡大されている。

## 開館時間
開館時間は午前10時から午後5時まで（最終入館は午後4時半まで）、休館時間は展示替え期間及び冬季（年末～3月中旬）。
入館料は一般（18歳以上）が1200円、高校生・大学生が800円、中学生以下が無料となっている。

## 交通アクセス
JR小海線の甲斐小泉駅より徒歩すぐ、JR中央本線の小淵沢駅からはタクシーで約10分。